# Espansione del wrestling negli anni ottanta
L'espansione del wrestling negli anni ottanta (più comunemente nota come Era Gimmick o Golden Era) è stata un'ondata di popolarità del wrestling negli Stati Uniti e nel resto del mondo negli anni ottanta.
La diffusione della televisione via cavo e degli eventi in pay-per-view, insieme alle novità introdotte da Vince McMahon, vide la trasformazione del panorama del pro-wrestling da un fenomeno controllato da federazioni regionali ad un sistema dominato da due grandi federazioni, la World Wrestling Federation (WWF) e la World Championship Wrestling (WCW) di Ted Turner. Questo periodo segnò anche un forte declino del potere della National Wrestling Alliance (NWA), un cartello di federazioni regionali che aveva dominato il panorama del wrestling fino ad allora, e dei suoi tentativi di presentare il wrestling come uno sport a tutti gli effetti.
Tale era è stata caratterizzata dalle gimmick, che indicano il personaggio interpretato dal wrestler: in questo periodo, infatti, nella WWF ogni wrestler si presentava come un personaggio stereotipato, facilmente riconoscibile e caratterizzante, simbolo di una professione (il poliziotto, l'esattore delle tasse, il barbiere o il modello) o di un ideale (l'uomo da un milione di dollari) e i tanti difensori della patria.

## Storia

### I primi passi

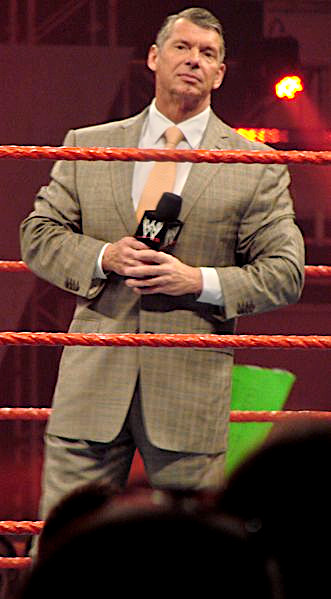
Vince McMahon fu il creatore della Golden Age

Nel 1980 Vince McMahon, figlio di Vincent J., fondò la Titan Sports, Inc. e nel 1982 comprò la Capitol Sports da suo padre. Nonostante il padre avesse sempre criticato l'idea di allargare il proprio orizzonte territoriale, Vince iniziò un processo di espansione che cambiò radicalmente il wrestling. Cominciò con il far trasmettere gli show della WWF in televisione in tutti gli Stati Uniti, ricevendo furiose critiche da altri promoter di wrestling poiché McMahon uscì dalla tradizionale area della WWF, il nord-est degli Stati Uniti. McMahon iniziò poi anche a vendere video degli eventi della WWF in tutta la nazione attraverso la sua compagnia di distribuzione Coliseum Video. Infine iniziò a spendere i guadagni prodotti dalla pubblicità, dai contratti televisivi e dalle vendite di videocassette per mettere sotto contratto talenti di federazioni rivali. I promoter di wrestling di tutta la nazione entrarono in competizione con la WWF.
La mossa principale di McMahon fu mettere sotto contratto Hulk Hogan, che grazie alla sua apparizione in Rocky III aveva una notorietà nazionale che pochi altri wrestler potevano offrire. Insieme a Hogan vennero portati nella WWF anche Roddy Piper, Jimmy Snuka, Don Muraco, Paul Orndorff, Greg Valentine, Ricky Steamboat, The Iron Sheik e Jesse Ventura (sebbene Ventura lottò raramente, a causa di una malattia polmonare che lo portò al ritiro; Ventura divenne quindi commentatore WWF insieme a Gorilla Monsoon). Sebbene nella WWF ci fosse già da anni André the Giant, uno dei wrestler più popolari all'epoca, era indubbiamente Hogan la stella principale della federazione e per molti anche la ragione principale del boom della WWF.

### WrestleMania e la Rock 'n' Wrestling Connection

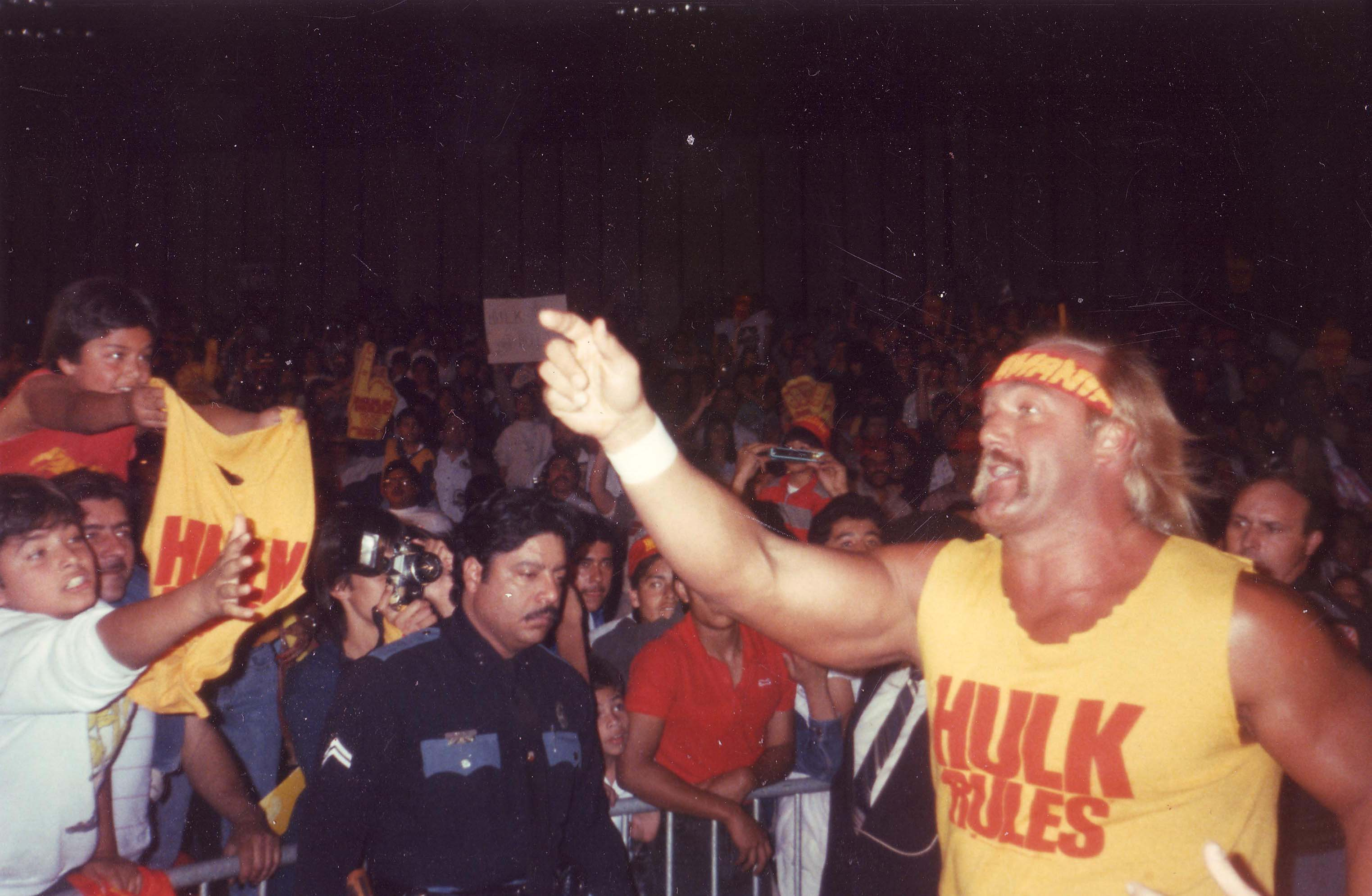
Hulk Hogan in WWF in piena "Hulkamania", uno dei simboli della Golden Age.

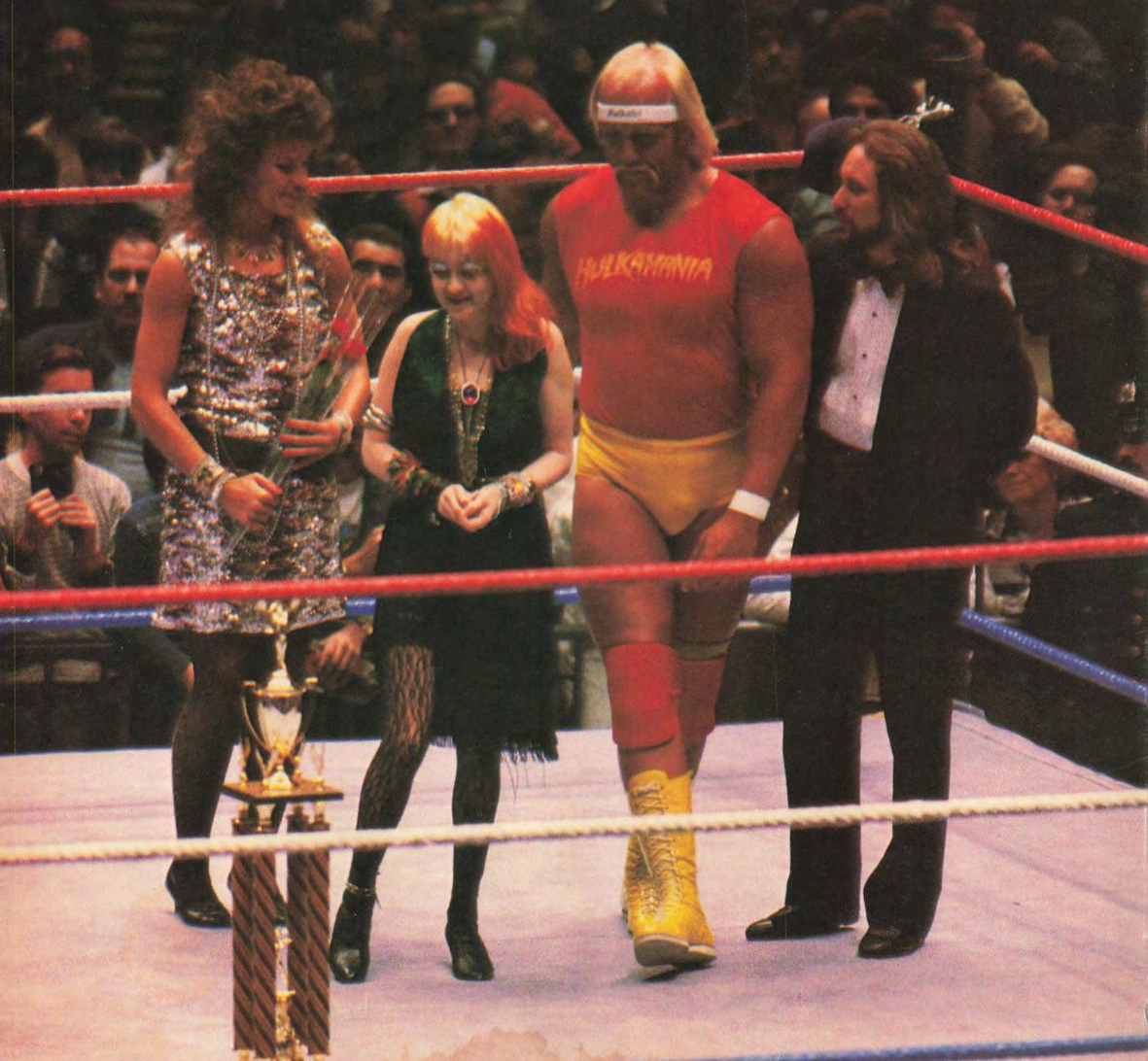
Wendi Richter insieme a Cindy Lauper e Hulk Hogan

La vera e propria rivoluzione iniziò con una delle più grandi idee di McMahon, ovvero WrestleMania. Il progetto di McMahon era quello di creare un evento in pay-per-view che potesse diventare, con il passare degli anni, una sorta di Super Bowl del wrestling. L'idea di un evento così non era nuova nel Nord America: infatti la NWA organizzava StarrCade già da qualche anno e già suo padre aveva organizzato grandi eventi nello Shea Stadium poi trasmessi in pay-per-view. McMahon voleva però aumentare sempre di più la fetta di pubblico della WWF e con la prima edizione di WrestleMania la WWF strinse un accordo con MTV, dando vita a quella che fu definita la "Rock 'n' Wrestling Connection". McMahon invitò allora nella sua federazione celebrità come Muhammad Ali, Mr. T e Cyndi Lauper per aumentare la pubblicità per WrestleMania attirando l'attenzione dei media di tutti gli Stati Uniti.
La prima edizione di WrestleMania, datata 31 marzo 1985, fu un grande successo finanziario e coincise con il debutto del cosiddetto "sport entertainment" ("sport spettacolo"), il nuovo modo di intendere il wrestling da parte di McMahon; l'uomo immagine di questa nuova era del wrestling è stato senz'altro Hulk Hogan, dotato di grande carisma e prestanza fisica. Grazie al successo di WrestleMania I, la stessa divenne un evento annuale da svolgersi ogni anno in primavera, tra marzo e aprile. Oltre a Hogan iniziarono ad affermarsi altri wrestler che facevano del fisico il loro punto forte, come The Ultimate Warrior e Randy Savage. La WWF poteva vantare anche un'eccellente divisione tag team, tra i quali The Rockers, Demolition, The Hart Foundation, The British Bulldogs e The Fabulous Rougeaus.

### Hulk Hogan e André the Giant

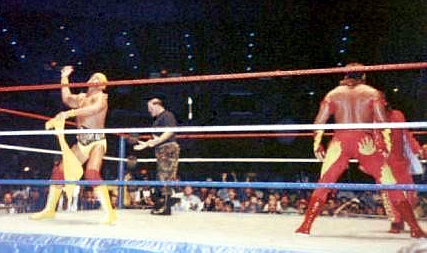
Hulk Hogan sul ring insieme a Brutus Beefcake, altro wrestler noto dell'epoca

Nel 1987 la WWF aumentò ancora il successo della compagnia producendo ciò che è stato considerato il picco del boom del wrestling degli anni ottanta, WrestleMania III. In quello che fu presentato dalla WWF come "the biggest main event in sports entertainment" si sfidarono Hulk Hogan e André the Giant, con in palio il WWF Championship detenuto da Hogan; l'immagine di Hogan che schiaccia Andrè al suolo con un body slam è uno dei momenti simbolo dell'intera storia della WWF. Grazie al successo di WrestleMania McMahon decise di aggiungere altri tre eventi annuali, uno per ogni stagione dell'anno: Survivor Series in autunno (prima edizione nel 1987), SummerSlam in estate (prima edizione nel 1988) e Royal Rumble in inverno (prima edizione nel 1988). Le Survivor Series erano caratterizzate da incontri di squadra a eliminazione, la Royal Rumble aveva al centro l'omonimo incontro a 30 uomini e SummerSlam divenne l'evento principale dell'estate.

### La fine di un'era

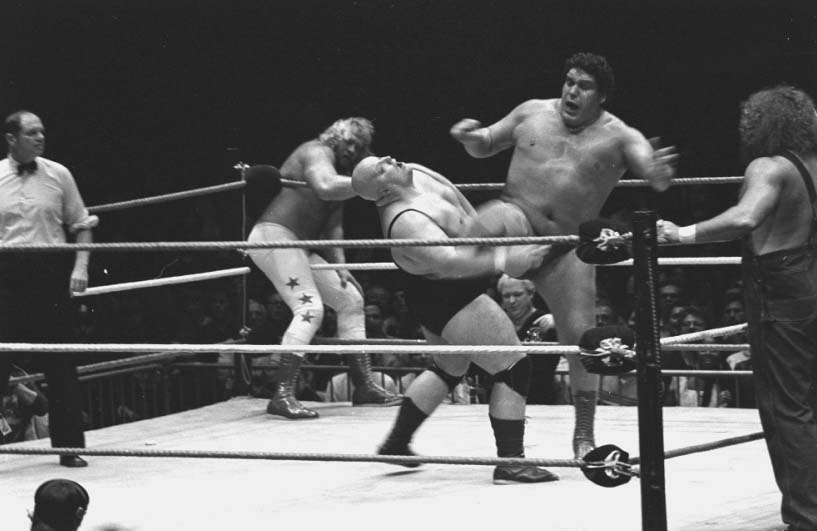
André the Giant abbandonò la WWF nel 1990

Genericamente WrestleMania VI (1º aprile 1990) è considerata la fine della Golden Age per una serie di ragioni: l'ultima apparizione di André the Giant nella WWF, l'ultima apparizione di Nikolai Volkoff come "cattivo" (il suo passaggio fra i "buoni" rifletteva la fine della guerra fredda) e soprattutto lo scontro fra Hulk Hogan e The Ultimate Warrior, l'unico wrestler che in quel periodo raggiunse livelli di popolarità pari a quelli di Hogan. La sconfitta pulita di Hogan segnò il passaggio di consegne al suo avversario, nuovo simbolo della federazione e della fine di un'intera era; Warrior non fu tuttavia all'altezza delle aspettative e Hogan vinse il titolo mondiale altre tre volte nei tre anni successivi, nonostante diversi annunci di ritiro.
La WWF entrò in un periodo di grande crisi quando McMahon e molti dipendenti della federazione vennero accusati di spaccio e abuso di steroidi nel 1993. Vi fu addirittura un'accusa per violenza sessuale; alla fine Vince McMahon fu scagionato il 22 luglio 1994, ma la vicenda lasciò un segno molto profondo, danneggiando l'immagine di prodotto per famiglie quale era quello della WWF fino ad ora.
La federazione fu costretta a rivolgere la sua attenzione a quelli che fino a poco tempo prima erano wrestler di secondo piano; per prendere distanza dai wrestler dalla grande stazza della Golden Age, al centro dello scandalo steroidi, la federazione diede spazio maggiore ai wrestler più agili, che facevano della loro tecnica il punto forte, nonostante un fisico meno imponente. Fu così che alcuni giovani talenti come Shawn Michaels, Bret Hart, Razor Ramon presero il posto delle star principali della WWF. Oltre costoro, altri wrestler dal fisico imponente si imposero: emblematici i casi di Kevin Nash e The Undertaker (entrambi al di sopra dei due metri di altezza e dei 130 kg di peso). I fan si erano infatti stancati della Golden Age e anche wrestler come Hulk Hogan incominciarono a perdere la loro attrazione, anche a causa dello scandalo steroidi. L'intero mondo del wrestling stava iniziando un lento processo di trasformazione, che avrebbe poi portato all'Attitude Era.